# Burslem

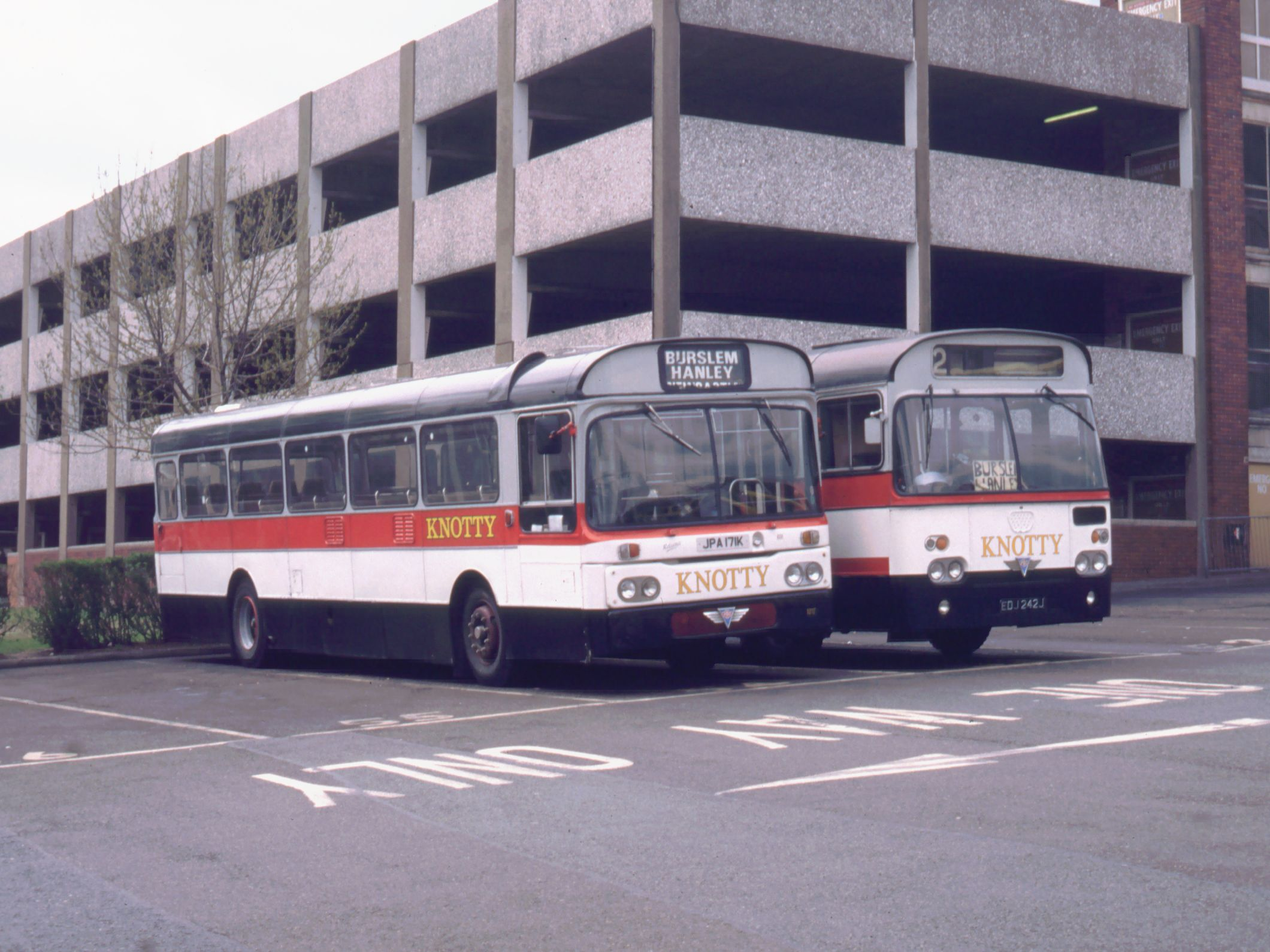
Bussar som går till Burslem från Hanley.

Burslem, känd som moderstaden, är en av de sex städer som år 1925 förenades för att forma staden Stoke-on-Trent, i distriktet Stoke-on-Trent, i det ceremoniella grevskapet Staffordshire, England. Fotbollsklubben Port Vale kommer härifrån och spelar sina hemmamatcher på Vale Park i staden.
Burslem innehåller Storbritanniens sista riktiga arbetarindustriella distrikt (dvs. där människor bor inom gångavstånd från fabriker i en enda tung industri – i det här fallet keramik- och lergodstillverkning). Därför har mycket av 1800-talets industriella kulturarv, byggnader och natur överlevt intakt. Traditionella radhus från viktoriansk och edvardiansk tid dominerar staden. 
Burslem är ett av de mest mångkulturella områdena i Stoke-on-Trent med en betydande sydasiatisk befolkning, främst i södra delen av staden. Där finns även en moské och flera islamiska center för stadens muslimer, som utgör ungefär 3,2 procent av Stoke-on-Trents hela befolkning.
Burslem var en civil parish fram till 1922 när blev den en del av Stoke on Trent. Civil parish hade 42 442 invånare år 1921. Staden nämndes i Domedagsboken (Domesday Book) år 1086, och kallades då Bacardeslim.